# 瞳孔光感反射

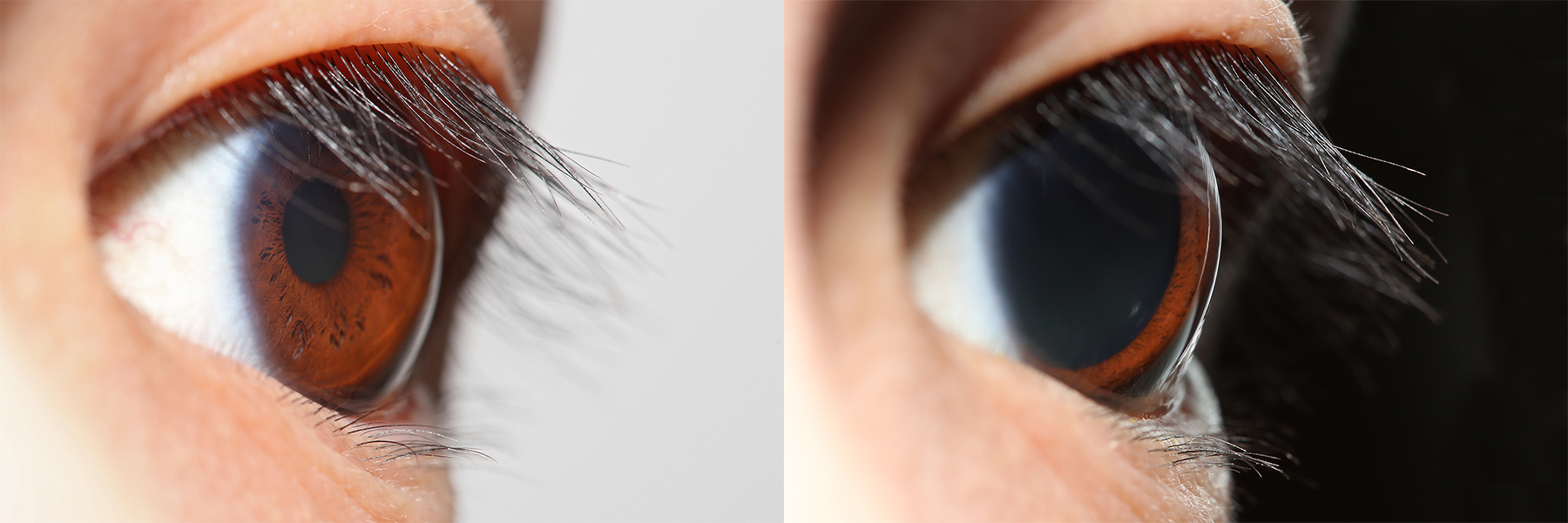
瞳孔光感反射

瞳孔对光反射或瞳孔光感反射（英語：light reflex, Pupillary Light Reflex, PLR）是由于落在视网膜上的光强不同，瞳孔自动收缩或扩张来调节进光量的反射。对光反射有利于眼睛适应不同明暗的环境。在强光下，瞳孔直径缩小；在昏暗的光线下，瞳孔直径扩大。
控制对光反射的传入神经是视神经，即视网膜-下丘脑束；传出神经是动眼神经。光敏感视网膜神经节细胞（指“含有视黑蛋白的细胞”，它们影响昼夜节律和瞳孔的对光反射）在视神经盘将信息传递给视神经；视神经节细胞投射到双侧的顶盖前核（位于中脑背侧），绕开了外侧膝状体和初级视皮质。顶盖前核交叉或不交叉投射到埃-韦二氏核（也叫动眼神经副核），再投射到副交感的节前纤维。从中脑投射出动眼神经和副交感的节后纤维并行，投射到睫状神经节，再由睫状短神经支配虹膜的括约肌。

## 外部鏈結
《中国大百科全书》第三版网络版中的条目： （简体中文）